# Estação Conhecimento
A Estação Conhecimento – Núcleo de Desenvolvimento Humano e Econômico  é uma Organização da Sociedade Civil de Interesse Público (OSCIP) concebida a partir de parcerias entre o poder público, a Fundação Vale e a comunidade. A instituição desenvolve projetos nas áreas de esporte, cultura, educação e saúde voltados ao desenvolvimento de crianças e jovens das comunidades onde a empresa Vale atua, com o objetivo de ampliar sua possibilidade de escolher como viver e participar do mundo do trabalho.

## Histórico
O conceito da Estação Conhecimento teve como base uma série de amplos diagnósticos socioeconômicos realizados pela Fundação Vale, a partir de 2006. A realidade de cada região, suas necessidades e potencialidades foram compartilhadas com instituições do setor privado, organizações não-governamentais (ONGs) e entidades municipais e estaduais. A partir de então, o processo para a construção do projeto Estação Conhecimento ganhou força, sendo implementado no ano de 2008.
O objetivo das Estações Conhecimento é o de contribuir para o desenvolvimento humano e econômico das regiões onde a Vale está presente. A previsão é que até 2010, com a implantação em outros Estados, o projeto atenda 31 mil jovens.
O conteúdo e as atividades da Estação foram desenvolvidos e articulados a partir do Diagnóstico Socioeconômico elaborado pela Fundação Vale. O estudo identificou uma grande concentração de crianças e adolescentes de 10 a 19 anos, sem opção de cultura e lazer, e também apontou a necessidade de investimentos em educação profissional.
A primeira unidade da Estação Conhecimento foi inaugurada no dia 17 de outubro de 2008 em Tucumã, município situado no estado do Pará. A Estação Conhecimento de Tucumã possui uma área com mais de 30 mil metros quadrados e disponibiliza gratuitamente a comunidade local, atividades culturais e esportivas além de capacitação profissional. São oferecidos cursos na área de serviços, como garçom, camareira e recepcionista de hotel, cursos técnicos de enfermagem, além de formação profissional voltada para o setor de construção civil. Entre as atividades esportivas destacam-se a prática do atletismo e da natação.
Com o foco na formação de jovens, a Estação também desenvolve ações de cidadania e empreendedorismo para o município de Tucumã.

## Esporte
As ações esportivas desenvolvidas pela Estação Conhecimento integram o programa Brasil Vale Ouro. Esse programa além de auxiliar a formação dos jovens como cidadãos, também objetiva descobrir novos talentos olímpicos para o Brasil.
Por meio de competições, os atletas que alcançam índices nacionais em suas modalidades são encaminhados para centros regionais de treinamento.
A partir de então recebem orientação de médicos, fisioterapeutas, psicólogos, professores de educação física e de assistentes sociais.
Para a manutenção dos custos referentes à moradia e alimentação, os atletas recebem apoio, inclusive financeiro, da Vale.
As modalidades desportivas desenvolvidas pelo Brasil Vale Ouro são:
Atletismo
Futebol
Judô
Natação

## Educação Profissional
Os resultados dos diagnósticos socioeconômicos de 2006 indicaram que a qualificação da mão-de-obra é uma grande necessidade.
Na Estação Conhecimento de Tucumã são oferecidos cursos de qualificação profissional nas áreas de serviços (atendimento ao público), hotelaria (garçom), informática, construção civil e um curso técnico de enfermagem.